# Ray Mantilla
Raymond Mantilla (New York, 22 juni 1934 - aldaar, 21 maart 2020) was een Amerikaanse jazzmuzikant (drums, percussie).

## Biografie
Mantilla was vanaf de jaren 1950 actief en door de Afro-Cuban-jazz gekenmerkt. Eerst speelde hij in combo's van de latin jazz als het La Playa Sextet, bij Xavier Cugat, Lou Perez, Rene Touzet, Miguelito Valdez en Monguito Conjunto. Hij begeleidde echter al in 1955 Eartha Kitt. In 1960 ging hij met Herbie Mann op tournee en werd hij door Max Roach ingehuurd voor de opname van Freedom Now Suite. Vervolgens nam hij op met Al Cohn (1961), Freddie Hubbard, Buddy Rich en Larry Coryell. Tussen 1963 en 1969 leidde Mantilla een band in Puerto Rico, voordat hij in 1970 een van de mede-oprichters werd van het percussie-ensemble M'Boom van Roach. 
Tijdens begin jaren 1970 was hij lid van de Jazz Messengers van Art Blakey, waarmee hij ook speelde in Europa en Japan. Bovendien werkte hij met Gato Barbieri, Joe Farrell (1974), Richie Cole, Don Pullen (1976–77), Charles Mingus (Cumbia & Jazz Fusion, 1977), Walter Bishop jr., Jeremy Steig, Karl Ratzer en Morgana King (1979). Met Dizzy Gillespie ging hij in 1977 op tournee in Cuba.
In 1979 formeerde hij de band Ray Mantilla Space Station. Tijdens de jaren 1980 werkte hij met uiteenlopende muzikanten als Muhal Richard Abrams, Kenny Burrell, Shirley Scott en Warren Chiasson. Tijdens de jaren 1990 werkte hij met het door Bobby Watson en hem geleide Jazz Tribe. Tijdens de laatste jaren heeft hij zijn Space Station weer nieuw leven ingeblazen.

## Discografie
- 1978: Mantilla (Inner City Records)
- 1984: Hands of Fire (Red Records)
- 1986: Synergy (Red Records)
- 1988: Dark Powers (Red Records)
- 2000: The Next Step (Red Records)
- 2004: Man-Ti-Ya (Savant Records)
- 2006: Good Vibrations (Savant Records)

- Bibliothèque nationale de France: cb13921636f (data)
- Gemeinsame Normdatei: 134454553
- International Standard Name Identifier: 0000 0000 5513 5616
- Library of Congress Control Number: n82038742
- MusicBrainz: 3717c53f-80ee-4e6c-a2a0-681db0d3f956
- Nationale Bibliotheek van Tsjechië: osa2014808468
- Nederlandse Thesaurus van Auteursnamen: 099651963
- Système universitaire de documentation: 156657686
- Virtual International Authority File: 19867543
- WorldCat: E39PBJdrH449kTXcgTWXqTw3cP